# هنر دوره صفوی

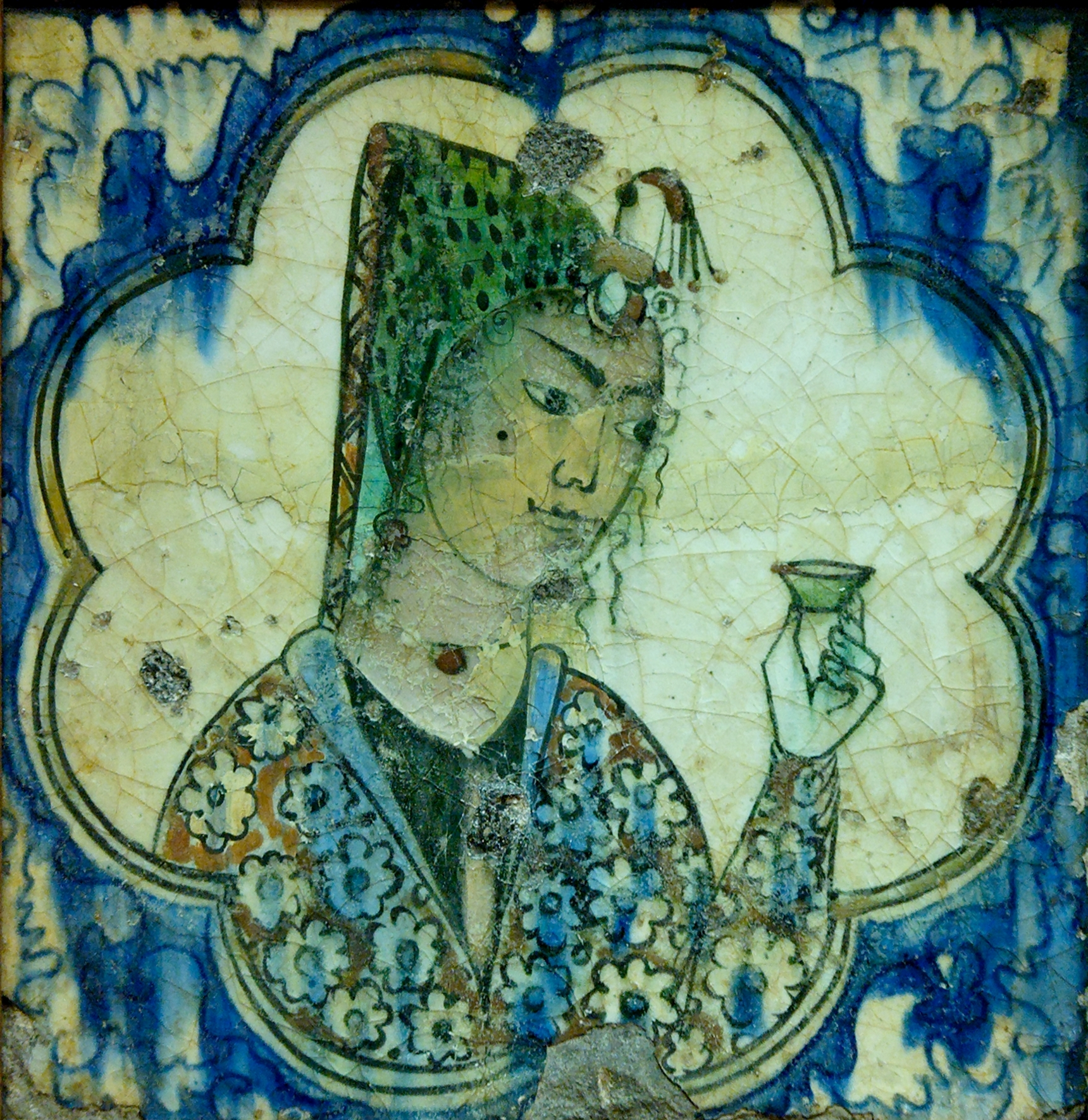
کاشی با طرح دختر ایرانی متعلق به سده ۱۸ میلادی

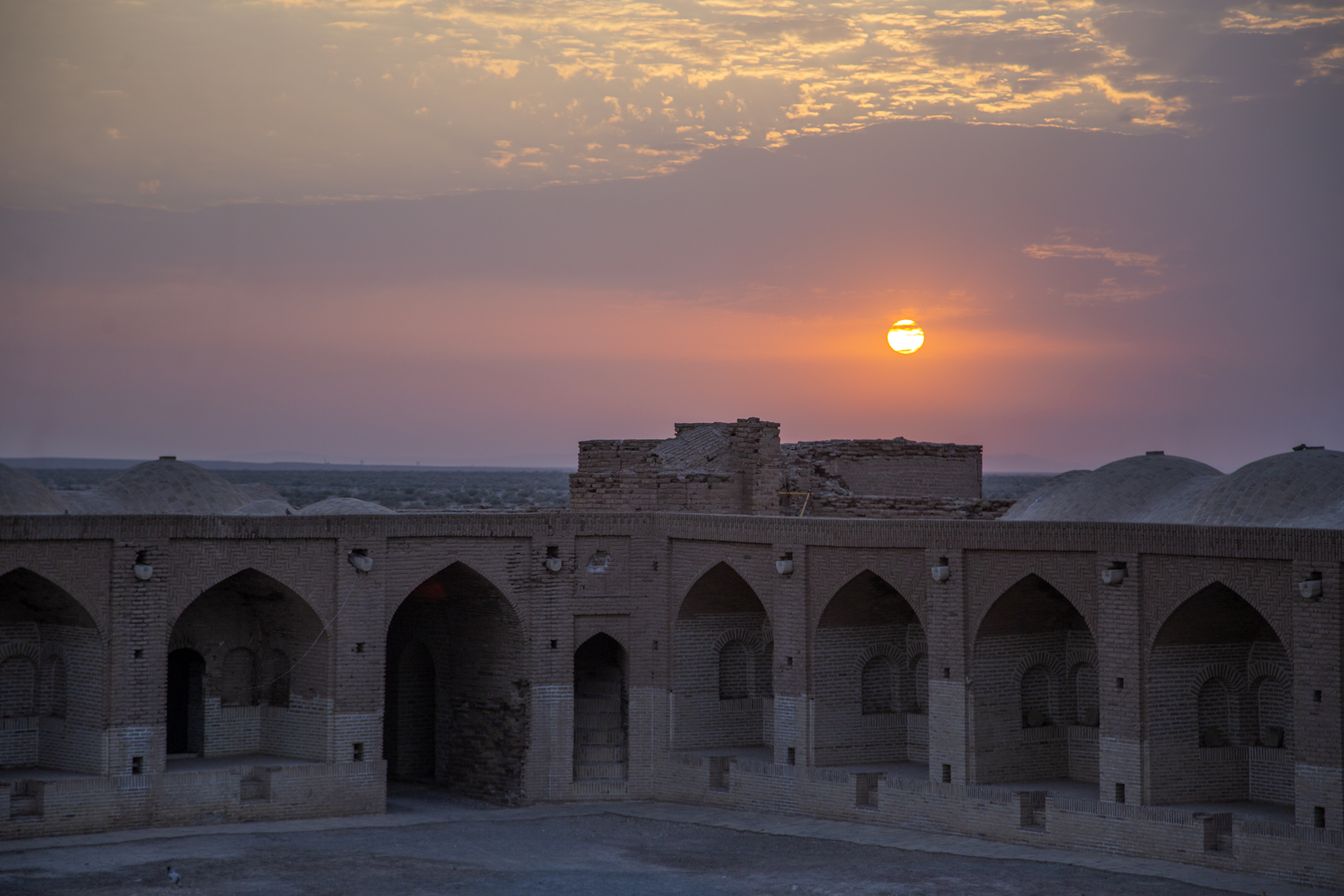
کاروانسرای دیر گچین در قم که طی پنج دوره ساسانی، سلجوقی، صفوی و قاجار و معاصر مورد مرمت قرار گرفته است.

هنر دورهٔ صفوی (۱۱۰۱ - ۸۸۰ خورشیدی) از دوران درخشان هنر ایران است. هنر این دوره در بسیاری از زمینه‌ها، ادامهٔ دوران طلایی هنر دربار تیموریان است. هنر ایران در این دوره در زمینه‌های معماری، نگارگری، خوشنویسی، قالی‌بافی، فلزکاری، سفالگری، پارچه‌آرایی و … نمایانگر می‌شود. از هنرمندان دوره صفوی، کمال‌الدین بهزاد، رضا عباسی، میرعماد، آقامیرک و حسین بنا اصفهانی قابل ذکر هستند.
در این دوره در همهٔ رشته‌های هنری، آثار گران‌سنگی پدید آمد که جدا از نگارگری‌ها و خوشنویسیهای زیبای بسیار، بناهای معماری مانند مسجد شیخ لطف‌اللّه، مسجد شاه اصفهان و مدرسه چهارباغ شهرت جهانی دارند. قالی اردبیل هم که اکنون در موزه بریتانیا نگهداری می‌شود یکی از آثار درخشان این دوره است. شهرهای مهم هنرپرور در عصر صفویان، اصفهان، تبریز، هرات و قزوین بوده‌اند.
معمولاً در ایران، خاندان پادشاهی و افراد طبقه‌های بالای اجتماعی متقاضی آثار هنری بوده‌اند و به شکوفایی آن کمک می‌کردند. پادشاهان صفوی نیز دوستدار هنر بوده‌اند و برخی‌شان مانند شاه تهماسب یکم و سام میرزا خود هنرمندان قابلی بوده‌اند و به هنر ارج بسیاری می‌نهاده‌اند.
این سنخ هنر گونه‌ای از هنر ایرانی است که بیشتر آثار آن را می‌توان در شهر اصفهان دید. هنر صفویان به شدت تحت تأثیر فرهنگ ترکمن با توجه به ریشه‌های خاندان، و نیز چینی، عثمانی، و فرهنگ غربی و اسلامی است.
دوره صفویان دوران پیشرفت چشمگیر در زمینه هنر بود. فرش‌ها و پارچه‌های زیبایی با رنگ‌های غنی و طرح‌های شگفت‌انگیز ساخته می‌شدند. کتاب‌های خطی دارای خوشنویسی عالی و تصاویر دل‌انگیزی بودند. همچنین، کاشی‌های سرامیکی با نقش‌ونگارهای دقیق و زیبا برای تزیین ساختمان‌های معروفی مانند مسجد شاه (اصفهان) و مسجد شیخ لطف‌الله در اصفهان استفاده می‌شدند. این بناها در دوران حکومت شاه عباس اول ساخته شدند.

## تأثیرات فرهنگی و هنری
هنر دورهٔ صفوی، به عنوان یکی از برجسته‌ترین دوره‌های هنر ایرانی، تأثیرات عمیقی بر هنر دوره‌های بعدی گذاشت. این تأثیرات نه تنها در ایران، بلکه در مناطق همجوار و حتی در اروپا نیز قابل مشاهده است. سبک‌های نگارگری و معماری صفوی، به ویژه در دورهٔ شاه عباس یکم، تأثیر قابل توجهی بر هنر عثمانی و گورکانی گذاشت. تبادل هنرمندان و آثار هنری بین این سه امپراتوری، منجر به همگرایی و غنای هنری در منطقه شد. همچنین، صادرات فرش‌های نفیس ایرانی به اروپا، به ویژه در دورهٔ صفوی، تأثیر بسزایی بر هنر تزئینی اروپا گذاشت. طرح‌ها و رنگ‌های فرش‌های ایرانی، الهام‌بخش بسیاری از هنرمندان اروپایی در زمینه‌های نقاشی، طراحی پارچه و مبلمان شد.

## مراکز هنری و مکاتب نگارگری
دورهٔ صفوی، شاهد شکوفایی مراکز هنری متعددی در سراسر ایران بود. هر یک از این مراکز، مکاتب نگارگری خاص خود را داشتند که با ویژگی‌های منحصر به فردی شناخته می‌شدند. تبریز، به عنوان پایتخت اولیهٔ صفویان، یکی از مهم‌ترین مراکز نگارگری در این دوره بود. مکتب نگارگری تبریز، با تأثیرپذیری از مکتب تیموری هرات، به خلق آثار نفیسی مانند شاهنامهٔ تهماسبی پرداخت. با انتقال پایتخت به اصفهان، این شهر به مهم‌ترین مرکز هنری ایران تبدیل شد. مکتب نگارگری اصفهان، با آثاری همچون مرقعات رضا عباسی، به اوج شکوفایی رسید.

## تنوع هنری در دوره صفوی
دوره صفوی به غیر از موارد ذکر شده در متن مقاله، در زمینه‌های دیگر هنری نیز بسیار غنی بوده است. در دوره صفوی هنر کتاب آرایی شامل تذهیب، جلد سازی، و خطاطی بسیار ارزشمند بوده است و به اوج شکوفایی خود رسیده است.

## نگارخانه

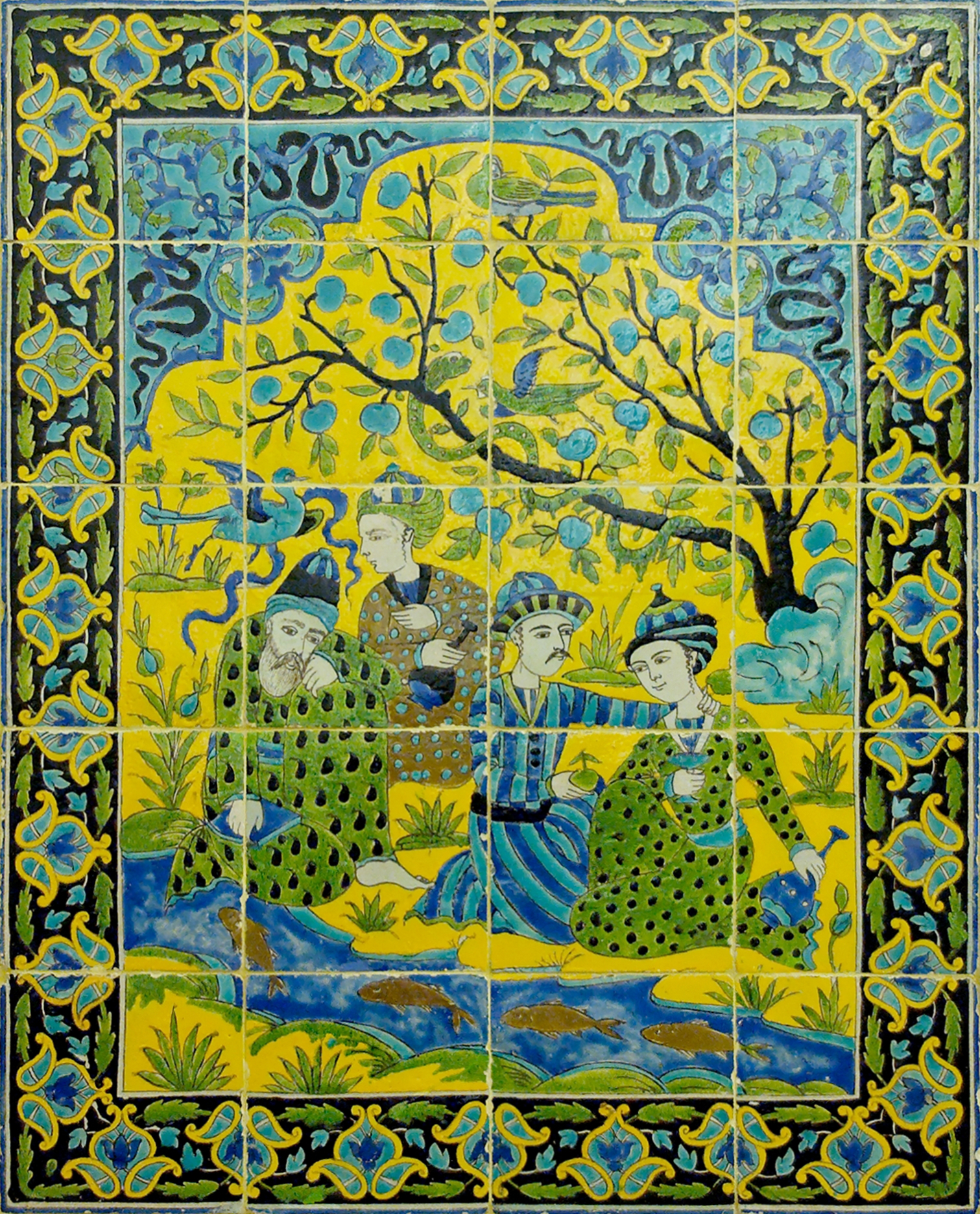
کاشی مردان کنار رودِ پر از ماهی
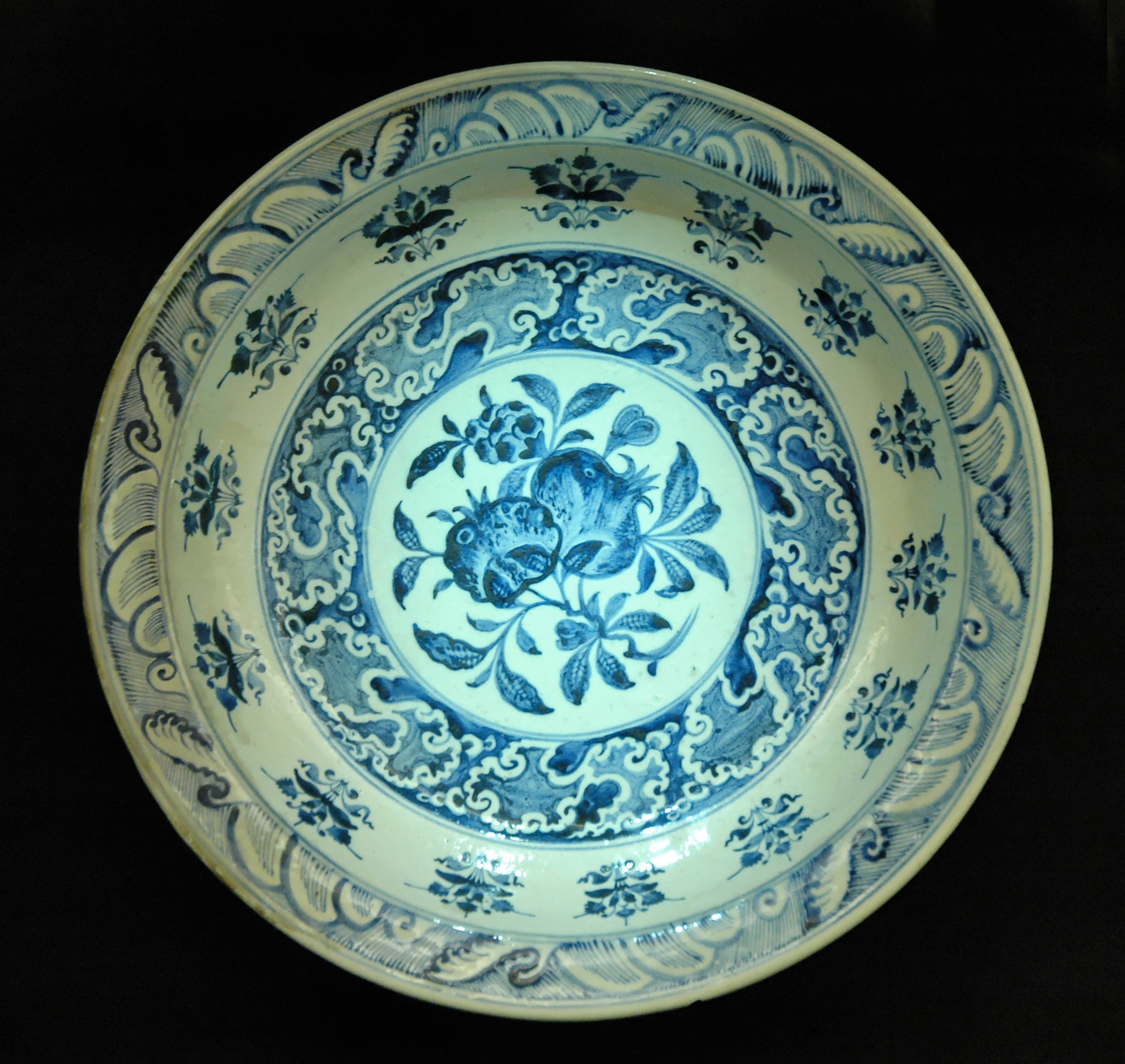
هنر سرامیک در زمان صفویان
تصویر زنی در حال استحمام روی یکی از دیوارهای بیرونی کاخ چهلستون اصفهان
یک نقاشی از زنان رقصنده با لباس‌های شفاف روی یکی از دیوارهای کاخ چهل ستون اصفهان
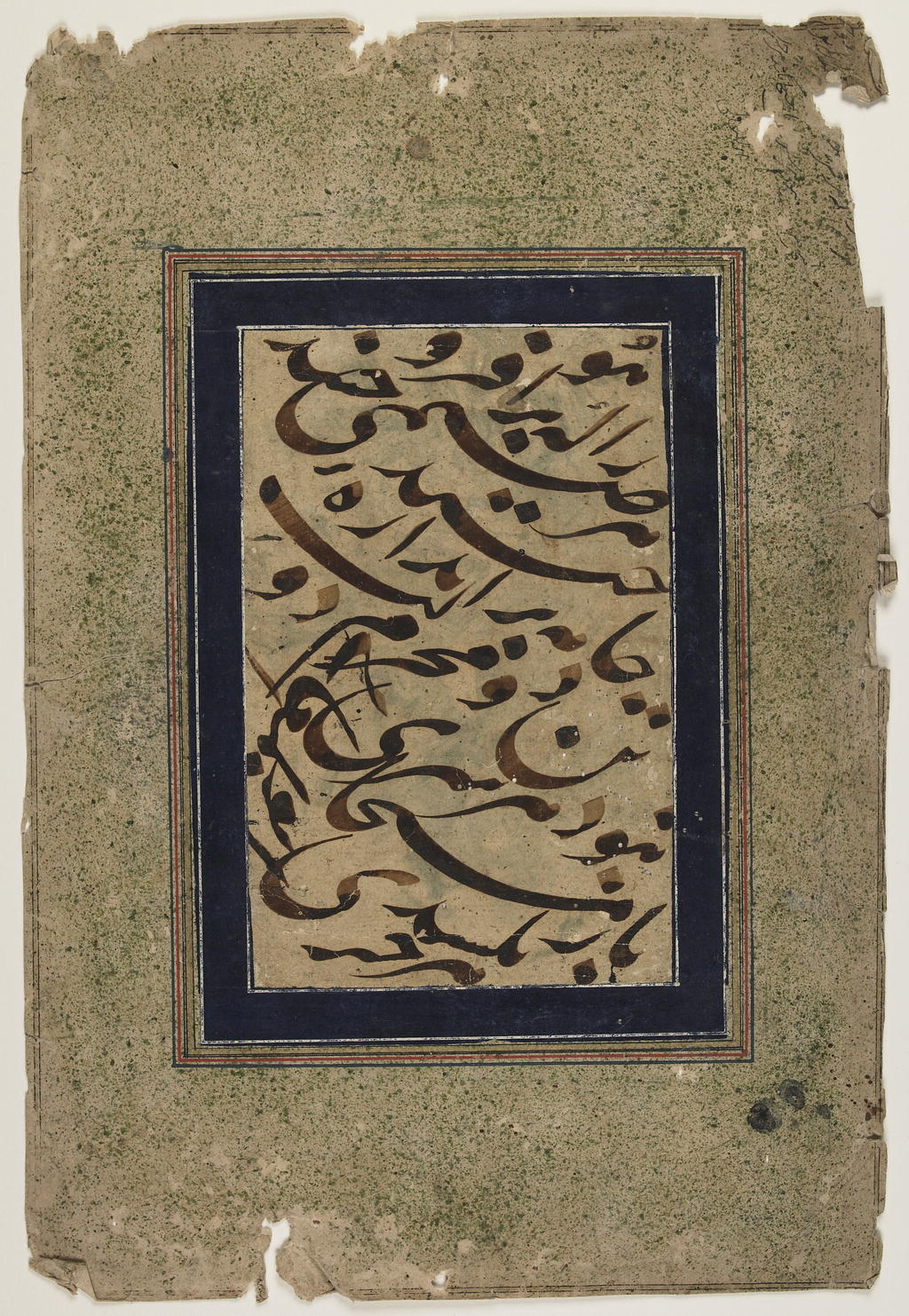
برگی به خط نستعلیق از مَخزَن‌الاَسرار مربوط به دوره صفوی
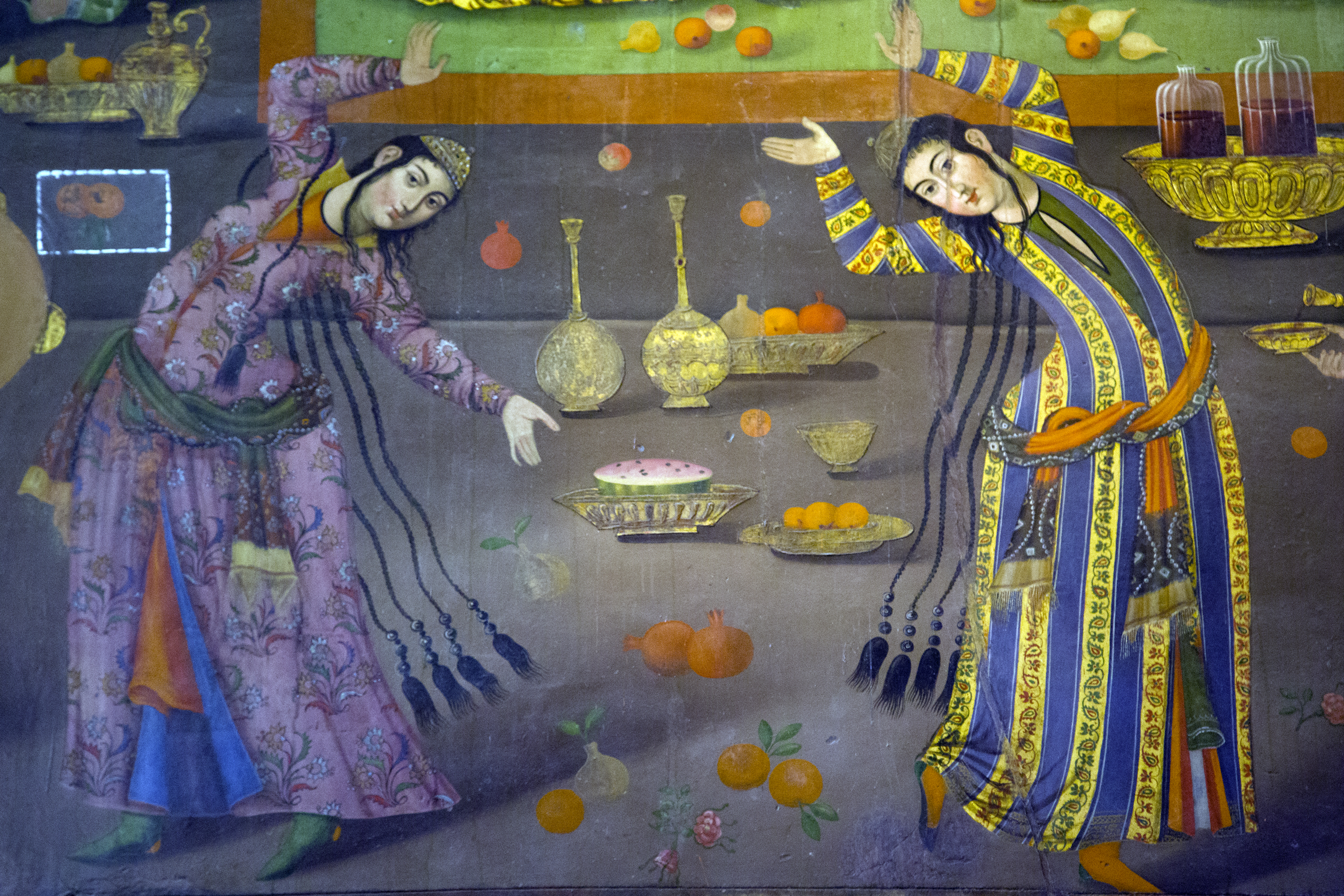
تصویر از دو زن رقصنده مربوط به دوره صفوی بر دیوار کاخ چهل ستون اصفهان که در دوره شاه عباس یکم احداث آن آغاز شد.